# Frettenham
Frettenham – wieś w Anglii, w hrabstwie Norfolk, w dystrykcie Broadland. Leży 10 km na północ od Norwich i 167 km na północny wschód od Londynu.
Miejscowość liczy 727 mieszkańców.